# Gouvernement Sall II
Sall I Soumaré
Le second gouvernement de Macky Sall est un gouvernement qui a été en fonctions, au Sénégal, du 23 novembre 2006 au 19 juin 2007. Ce gouvernement est nominalement dirigé par le Premier ministre, Macky Sall. L'ensemble des membres du gouvernement ont été nommés par le président de la république du Sénégal, Abdoulaye Wade, qui préside le Conseil des ministres.
Le gouvernement précédent a été remanié dans une proportion telle que l'on peut parler d'un nouveau gouvernement pour qualifier l'équipe gouvernementale mise en place à cette occasion.[réf. nécessaire]
Outre le Premier ministre, ce gouvernement comprenait 5 ministres d'État (cumulant ce titre avec d'autres fonctions ministérielles), 31 ministres et 4 ministres délégués, dont deux ministres délégués auprès du premier ministre.
Sur 41 membres de ce gouvernement, on dénombrait 5 femmes (4 ministres et 1 ministre déléguée), soit une proportion d'environ 12 % de l'effectif total.
| Fonction | Nom                     |
| --- | ----------------------- |
| Premier ministre | Macky Sall              |
| Ministre d'Etat, Ministre des Affaires étrangères                                                                            | Cheikh Tidiane Gadio    |
| Ministre d'Etat, Ministre de l'Économie et des Finances                                                                      | Abdoulaye Diop          |
| Ministre d'Etat, Garde des sceaux, Ministre de la Justice                                                                    | Cheikh Tidiane Sy       |
| Ministre d'Etat, Ministre de l'Économie maritime et des Transports maritimes                                                 | Djibo Leyti Kâ          |
| Ministre d'Etat, Ministre des Infrastructures, de l'équipement et des transports terrestres                                  | Habib Sy                |
| Ministre de l'Intérieur et des Collectivités locales                                                                         | Ousmane Ngom            |
| Ministre des Forces armées                                                                                                   | Bécaye Diop             |
| Ministre de l'Éducation | Moustapha Sourang       |
| Ministre du Tourisme et des Transports aériens                                                                               | Ousmane Masseck Ndiaye  |
| Ministre de la Microfinance et de la Coopération internationale décentralisée                                                | Abdourahim Agne         |
| Ministre des Mines et de l'Industrie                                                                                         | Madické Niang           |
| Ministre de la Santé et de la Prévention médicale                                                                            | Abdou Fall              |
| Ministre de l'Agriculture et de la Sécurité alimentaire                                                                      | Farba Senghor           |
| Ministre du Plan, du Développement durable et de la coopération internationale                                               | Lamine Ba               |
| Ministre de la femme, de la Famille, du développement social et de l'entreprenariat féminin                                  | Aïda Mbodj              |
| Ministre de la Culture et du Patrimoine historique classé                                                                    | Mame Birame Diouf       |
| Ministre de l'Hydraulique | Adama Sall              |
| Ministre des Sports | El Hadj Daouda Faye     |
| Ministre de l'Urbanisme et de l'aménagement du territoire                                                                    | Assane Diagne           |
| Ministre du Patrimoine Bâti, de l'Habitat et de la construction                                                              | Oumar Sarr              |
| Ministre de l'Information, des relations avec les institutions et porte-parole du Gouvernement                               | Dr Bacar Dia            |
| Ministre de l'Énergie | Samuel Améte Sarr       |
| Ministre des Télécommunications, des Postes et des Nouvelles technologies de l'information et de la communication            | Joseph Ndong            |
| Ministre de la Prévention, de l'Hygiène publique et de l'Assainissement                                                      | Dr Issa Mbaye Samb      |
| Ministre de l'Environnement et de la Protection de la nature                                                                 | Thierno Lo              |
| Ministre du Cadre de vie et des Loisirs                                                                                      | Maïmouna Sourang Ndir   |
| Ministre du NEPAD, de l'Intégration économique africaine et de la Politique de bonne gouvernance                             | Abdou Aziz Sow          |
| Ministre de la Jeunesse et de l'Emploi                                                                                       | Aliou Sow               |
| Ministre de la Recherche scientifique                                                                                        | Yaye Kene Gassama Dia   |
| Ministre l'Élevage | Oumou Khaïry Gueye Seck |
| Ministre des Énergies renouvelables                                                                                          | Christian Sina Diatta   |
| Ministre de l'Enseignement technique et de la Formation professionnelle                                                      | Georges Tendeng         |
| Ministre du Commerce, de la Consommation et de l'Artisanat                                                                   | Khoureyssi Thiam        |
| Ministre du Réseau hydrographique national : cours d'eau, bassins de rétention, lacs et canaux latéraux                      | El Hadj Diouf           |
| Ministre du Travail, de la Fonction publique et des Organisations professionnelles                                           | Abdoulaye Babou         |
| Ministre des Sénégalais de l'extérieur                                                                                       | Oumar Khassimou Dia     |
| Ministre délégué chargé du budget auprès du Ministre de l'économie et des finances                                           | Cheikh Hadjibou Soumaré |
| Ministre déléguée auprès du Premier ministre                                                                                 | Awa Diop                |
| Ministre délégué auprès du Premier ministre                                                                                  | Ibrahima Fall           |
| Ministre délégué chargé de l'Alphabétisation, des Langues nationales et de la Francophonie auprès du Ministre de l'Éducation | Diégane Sène            |